# Síndrome Amok
En psiquiatría, el ataque homicida o síndrome amok es un síndrome cultural, o síndrome ligado a la cultura, y consiste en una súbita y espontánea explosión de rabia salvaje, que hace que la persona afectada corra alocadamente o armada y ataque, hiera o mate indiscriminadamente a los seres vivos que aparezcan a su paso, hasta que el sujeto sea inmovilizado o se suicide. Según los psiquiatras, el ataque homicida salvaje va precedido, por lo general, de un período de preocupación, pesadumbre y depresión moderada. Tras el ataque, la persona queda exhausta, a veces con una amnesia completa y finalmente acaba matándose.
El término fue popularizado por los relatos coloniales de Rudyard Kipling.

## Definición
Según la Organización Mundial de la Salud (OMS):

[Amok es] un episodio aleatorio, aparentemente no provocado, de un comportamiento asesino o destructor de los demás, seguido de amnesia o agotamiento. A menudo va acompañado de un viraje hacia un comportamiento autodestructivo, es decir, de causarse lesiones o amputaciones llegándose hasta el suicidio.

## Origen y evolución del término
El nombre procede de la palabra malaya meng-âmok, que significa “atacar y matar con ira ciega”, pues fue allí donde fue observado este fenómeno por primera vez. De hecho, la Real Academia define «amok» del modo siguiente: "Entre los malayos, ataque de locura homicida". En algunos contextos su aparición se sigue limitando a ciertos espacios geográficos: incluso la Asociación Americana de Psiquiatría la clasificaba hasta hace pocos años como una de las "enfermedades ligadas a fenómenos culturales" y la vinculaba, como en tantos otros casos con el síndrome de Dhat (propio de la India) y el latah (que aparece en el Sureste de Asia y el Pacífico Sur). Sin embargo, se ha descrito bajo denominaciones diferentes en otros ámbitos culturales, como berserk en Escandinavia, cafard en Polinesia, iich’ aa entre los indios navajos, etc. Además, la criminología caracteriza muchos asesinatos masivos como productos de este síndrome.
En su momento, el amok interesó especialmente a la psiquiatría transcultural y sus comparaciones de cuadros clínicos de diferentes culturas y al debate sobre la universalidad de las nosologías.
El amok guarda cierta semejanza con la secuencia de explosión-bloqueo, propia de personalidades explosivo-bloqueadas.

## Algunas tragedias como consecuencia de un síndrome amok
- 4 de septiembre de 1913, Vaihingen an der Enz (Alemania), Ernst Wagner, 17 muertos.
- 18 de mayo de 1927, Bath, Míchigan, Andrew Kehoe comete una explosión dejando 45 muertos.
- 21 de mayo de 1928, Pasanant (Tarragona), España, José Marimón Carles, 10 muertos y 2 heridos (véase Masacre de la Pobla de Pasanant).
- 6 de septiembre de 1949, Camden, Nueva Jersey, Howard Unruh mata a 13.
- 11 de junio de 1964, Colonia, Walter Seifert,  10 muertos.
- 1 de agosto de 1966, Universidad de Texas en Austin, el ex-marine Charles Whitman provoca 17 muertos y 32 heridos.
- 3 de junio de 1983, Eppstein, Hesse: Karel Charva asesina a 5 y deja 14 heridos en una escuela en Alemania (véase Tiroteo escolar de Eppstein).
- 18 de julio de 1984, San Ysidro, San Diego, California, James Huberty entra en el interior de un restaurante de la franquicia McDonald's y abre fuego indiscriminadamente contra los clientes y empleados del restaurante, matando a 21 e hiriendo a otras 19 antes de ser abatido por la policía (véase Masacre del McDonald's de San Ysidro).
- 4 de diciembre de 1986, Bogotá, Colombia, 29 muertos. Llamada la Masacre de Pozzeto, perpetrada por Campo Elías Delgado.
- 25 de enero de 1989, Rauma (Finlandia), un joven de 14 años mató a dos compañeros de colegio (véase Tiroteo en la escuela secundaria Raumanmeri).
- 6 de diciembre de 1989, Escuela Politécnica de Montreal, Quebec, Canadá; Marc Lepine mata a 14 y deja 14 heridos; suicidio del autor (véase Masacre de la Escuela Politécnica de Montreal).
- 13 de marzo de 1996, Dunblane, Escocia, Thomas Hamilton deja 17 muertos, 16 niños y su profesora, y luego se suicida.[6] (véase Masacre de Dunblane).
- 28 de abril de 1996, Masacre de Port Arthur, Tasmania, Martin Bryant, 35 muertos.
- 20 de abril de 1999, Littleton, Colorado, Eric Harris y Dylan Klebold, 15 muertos y 24 heridos (véase Masacre del instituto Columbine).
- 27 de septiembre de 2001, Zug, Suiza, Friedrich Leibacher deja 15 muertos.
- 26 de abril de 2002, Erfurt, Robert Steinhauser mata a 17 (véase Masacre de Erfurt).
- 28 de septiembre de 2004, Argentina, Rafael Solich deja un saldo de 3 muertos, 5 heridos en su colegio (véase Masacre escolar de Carmen de Patagones).
- 13 de septiembre de 2006, Westmount, Quebec, Canadá: Dawson College; Kimveer Gill deja 1 muerto, 19 heridos; el autor se suicidó (véase Masacre del Dawson College).
- 20 de noviembre de 2006, Emsdetten, Alemania, Sebastian Bosse hiere a 22 personas y luego se suicida (véase Tiroteo escolar de Emsdetten).
- 16 de abril de 2007, Blacksburg, Virginia, 32 muertos, Cho Seung Hui deja 29 heridos y mata a 32, luego se suicida (véase Masacre de Virginia Tech).
- 7 de octubre de 2007, Crandon, Wisconsin, Tyler James Petterson deja un saldo de 7 muertos y varios heridos incluido él mismo.
- 7 de noviembre de 2007, Tuusula (Finlandia), Pekka Eric Auvinen, 8 muertos (véase Masacre de Jokela School Centre).
- 5 de diciembre de 2007, Westroads Mall, Omaha, Nebraska, Estados Unidos, 9 muertos, incluido el asesino de nombre Robert Hawkins (véase Masacre de Westroads Mall).
- 14 de febrero de 2008, Northern Illinois University en DeKalb, Illinois, a unos 100 km de Chicago, Estados Unidos, Steven Kazmierczak comete un tiroteo masivo dejando 6 muertos incluyendo el mismo (véase Tiroteo de la Universidad del Norte de Illinois del 2008).
- 8 de junio de 2008, Tokio: Tomohiro Katō mata con un cuchillo a siete personas en la zona comercial de productos electrónicos de Akihabara.(véase Masacre de Akihabara).
- 23 de septiembre de 2008: Matti Saari irrumpe en un instituto en Kauhajoki (Finlandia) y dispara contra los alumnos; 9 muertos (véase Masacre del instituto profesional de Kauhajoki).
- 11 de marzo de 2009, Masacre de Winnenden, Tim Kretzschmer entra en una escuela secundaria de esta ciudad alemana y causa 16 muertos.
- 18 de septiembre de 2009, Ciudad de México: un fanático religioso, Luiz Felipe Hernández, mata a un civil y a un policía en la estación Balderas del Sistema de transporte Colectivo Metro.
- 7 de abril de 2011, Masacre de la Escuela Pública Municipal Tasso da Silveira, Río de Janeiro: un exestudiante de la escuela pública Tasso da Silveira identificado como Wellington Menezes de Oliveira irrumpe en el local asesinando a 12 niños y luego se suicida.
- 17 de julio de 2011, Santiago de Chile: Israel Huerta Céspedes dispara dentro de un vagón de tren; 3 muertos (incluido el asesino) y 4 heridos.[7]
- 20 de julio de 2012, Aurora (Colorado): James Eagan Holmes irrumpe en un cine y deja 12 muertos y 59 heridos (véase Masacre de Aurora de 2012).
- 14 de diciembre de 2012, Masacre de la Escuela Primaria de Sandy Hook, en Newtown, Connecticut Estados Unidos: donde el perpetrador de los hechos, Adam Lanza, disparó y mató a 27 personas, 7 adultos y 20 niños, para luego suicidarse.
- 21 de julio de 2016, Tiroteo de Múnich de 2016, un joven germano-iraní de 18 años, Ali David Sonboly, mató a 9 personas en Múnich, Alemania, estaba en tratamiento psiquiátrico sin ninguna vinculación con la organización terrorista Estado Islámico (EI), según la investigación de la policía y la fiscalía alemanas.[8]
- 18 de enero de 2017, Ataque en el Colegio Americano del Noreste en Monterrey de 2017, Federico Guevara, de 15 años, hiere a 3 personas dentro de su salón de clase en una escuela secundaria, y después de la agresión se suicida.[9]
- 3 de octubre de 2017, Ataque en el Festival Anual de Música Country Route 91 Harvest, Las Vegas Village, Stephen Craig Paddock, a la edad de 64 años, asesinó al menos a 59 personas, dejando heridas a 500 más. Posterior al ataque, la policía lo encontró muerto en su habitación del hotel Mandalay Bay, desde donde perpetró el ataque.
- 22 de mayo del 2025, Asesinato de una familia en Villa Crespo, Argentina, a la edad de 51 años, Laura Leguizamón, asesinó a su esposo con un arma punzocortante y a sus 2 hijos, para seguidamente suicidarse. La sospechosa leyó un libro de asesinatos antes de cometer el acto.

## Amok en las artes
- La novela Cell, del escritor estadounidense Stephen King, retrata un mundo en el que una señal o pulso se expande a través de la telefonía móvil provocando en los individuos una reacción similar a la del síndrome amok.
- El primer capítulo de la segunda temporada de Star Trek: la serie original se llama «Amok Time» («La época de Amok» o «El período de Amok»); el título hace referencia al comportamiento irracional que sufren los vulcanianos durante sus épocas de apareamiento y que puede desembocar en arrebatos de violencia homicida.
- Un día de furia, película protagonizada por Michael Douglas, cuyo protagonista decide enfrentarse a las adversidades, y lo hace de forma violenta.
- Este comportamiento se halla descrito en la novela Der Amokläufer (1922) de Stefan Zweig, en la que el narrador se encuentra, en un barco, con un personaje que sufre el síndrome; le cuenta su locura contraída en un largo período de aislamiento en Malasia. Se tradujo como Amok o El loco de Malasia.
- El director de cine español Antonio Momplet, realizó en México en 1944, la cinta Amok, basada en la novela de Zweig. Fue protagonizada por la diva mexicana María Félix.
- El director de cine Michael Fengler, al principio con la colaboración de Rainer Werner Fassbinder, presentó un amok ficticio y sus causas en la película Warum läuft Herr R. Amok?
- Kreator tiene un tema sobre el síndrome Amok llamado «Amok run» en el disco Hordes of Chaos.
- Diary Of Dreams en su álbum Freak perfume tiene una canción llamada «Amok».
- La banda Eisbrecher en su álbum Eiszeit también incluye una canción titulada «Amok».
- La banda finlandesa Sentenced tituló su tercer álbum de estudio Amok.
- La banda alemana Die Ärzte tiene una canción llamada «Aus dem Tagebuch eines Amokläufers».
- La banda Atoms For Peace, conformada por el vocalista de Radiohead, Thom Yorke; y el bajista de Red Hot Chili Peppers, Flea, anuncia el lanzamiento de su disco llamado Amok.
- La banda venezolana de crossover thrash, Sentencia Ácida, tiene una canción llamada «Amok», que relata la historia de una persona que sufre de este síndrome.
- Rayuela Producciones Teatrales produce la obra 20-N basada en el drama de Alemania en 2006.
- La banda Los fundamentalistas del aire acondicionado liderada por Carlos "Indio" Solari tiene una canción llamada «Amok, amok!».
- El grupo de música dance 666 tiene una canción llamada «Amok».
- La banda de groove metal dominicano Medulah tiene una canción llamada «Amok».
- En la serie Miraculous: Las aventuras de Ladybug el miraculous del pavo real crea plumas llamadas Amok para crear sentimonstruos.
- La banda de Dark Metal alemana Nachtblut tiene una canción llamada «Amok» en el disco Apostasie.